# Syringotrema auriculatum
Syringotrema auriculatum är en mossdjursart som beskrevs av Harmer 1926. Syringotrema auriculatum ingår i släktet Syringotrema och familjen Cellariidae. Inga underarter finns listade i Catalogue of Life.